# Kadłubski Piec
Kadłubski Piec (deutsch: Hochofen) ist eine Ortschaft in Polen in Oberschlesien in der Gemeinde Strzelce Opolskie (Groß Strehlitz) im Powiat Strzelecki in der Woiwodschaft Oppeln.

## Geografie
Kadłubski Piec liegt zwölf Kilometer nördlich vom Gemeindesitz und der Kreisstadt Strzelce Opolskie und 26 Kilometer östlich von der Woiwodschaftshauptstadt Opole.
Nachbarorte von Kadłubski Piec sind im Westen Kadłub (Kadlub) und im Osten Osiek (Oschieck).

## Geschichte
Bis 1945 befand sich der Ort im Landkreis Groß Strehlitz und gehörte der Ortschaft Starenheim an.
1945 kam der bisher deutsche Ort unter polnische Verwaltung und wurde in Kadłubski Piec umbenannt und der Woiwodschaft Schlesien angeschlossen. 1950 kam der Ort zur Woiwodschaft Oppeln. 1999 kam der Ort zum wiedergegründeten Powiat Strzelecki.